# 新潟市北区文化会館
新潟市北区文化会館（にいがたしきたくぶんかかいかん）は、新潟県新潟市北区にあるホール施設。NKS・ハピスカとよさか・コンベンションリンケージ共同事業体が指定管理者として管理運営を行っている。

## 概要
2010年（平成22年）6月5日にオープンした。
建設場所には元々葛塚中学校（2004年に太田乙へ移転）があり、移転後の跡地利用について旧豊栄市の頃から構想が練られていた。その後、江南区文化会館や秋葉区文化会館と同様に新潟市の合併建設計画のもとで事業が進められた。

## 交通アクセス
- JR白新線 豊栄駅より徒歩約15分
- 北区区バス・おらってのバス「北区文化会館前」下車すぐ